# Puente-Veiga
Puente-Veiga (llamada oficialmente San Lourenzo de Ponte Veiga) es una parroquia española del municipio de Carballino, en la provincia de Orense, Galicia.

## Toponimia
La parroquia también es conocida por los nombres de San Lorenzo de Puente-Veiga, San Lourenzo de Ponte-Veiga y San Lourenzo de Ponteveiga.

## Organización territorial
La parroquia está formada por nueve entidades de población:
- Costiña (A Costiña)
- El Campo (O Campo)
- El Pazo (O Pazo)
- Gouxa (A Gouxa)(Gouxiña)
- Groba
- La Iglesia (A Eirexa)
- La Veiga (A Veiga)
- Ollal (O Ollal)
- Vilar

## Demografía
| Gráfica de evolución demográfica de Puente-Veiga entre 2000 y 2022 |
|                                                                    |
| Datos según el nomenclátor publicado por el INE.                   |